# Vidmantas
Vidmantas [ˈvʲɪd.mɐn.tɐs] ist ein litauischer und prußischer männlicher Vorname.

## Herkunft und Bedeutung
Der Name setzt sich aus den baltischen Elementen vyd „sehen“ und mantus „intelligent“ zusammen.

## Verbreitung
Der Name Vidmantas ist lediglich in Litauen verbreitet.

## Varianten
- Vydmantas
- Diminutiv: Vidas
- Weibliche Varianten: Vidmantė, Vida

## Bekannte Namensträger

### Rufname
- Vidmantas Brazys (1946–2017), litauischer Politiker
- Vidmantas Kanopa (*  1956), litauischer Politiker
- Vidmantas Kapučinskas (* 1951), litauischer Musiker, Dirigent und Politiker
- Vidmantas Kučinskas (*  1960), litauischer Unternehmer und Honorarkonsul
- Vidmantas Egidijus Kurapka (* 1952), litauischer Kriminalist
- Vidmantas Macevičius (* 1956), litauischer Manager und Politiker
- Vidmantas Povilionis (* 1948), litauischer Diplomat und Politiker
- Vidmantas Plečkaitis (* 1957), litauischer Marinemaler und Politiker
- Vidmantas Urbonas (* 1958), litauischer Extremsportler
- Vidmantas Žiemelis (* 1950), litauischer Rechtsanwalt und Politiker

### Zwischenname
- Vytautas Vidmantas Zimnickas (1956–2020), litauischer Politiker